# Holotrichia herwangshana
Holotrichia herwangshana är en skalbaggsart som beskrevs av Kobayashi 1990. Holotrichia herwangshana ingår i släktet Holotrichia och familjen Melolonthidae. Inga underarter finns listade i Catalogue of Life.